# 崔秉吉
崔秉吉（韓語：최병길），韓國電視劇導演，曾以Ashbun藝名推出唱片。

## 作品列表

### 電視劇
- 2008年：MBC《伊甸園之東》[1]
- 2013年：MBC《當男人戀愛時》
- 2013年：MBC《愛能給別人嗎》
- 2013年：MBC《Drama Festival－；‧，！：我媽媽爸爸奶奶安娜》
- 2015年：MBC《憤怒的媽媽》
- 2016年：MBC《Missing9》[2]
- 2021年：tvN《High Class》

## 外部連結
- 崔秉吉的X（前Twitter）
- 崔秉吉的Instagram帳戶